# أولايفا دي ميرايدا
بلدية أولايفا دي ميرايدا (بالإسبانية: Oliva de Mérida)‏, هي إحدى بلديات مقاطعة بطليوس, التي تقع في منطقة إكستريمادورا, والتي تقع في غرب إسبانيا.
يبلغ عدد سكانها 1.963 نسمة وفقاً لإحصائية سنة (2002).